# Michèle Demys
Michèle Demys (née le 16 septembre 1943 à Orsay) est une athlète française, spécialiste du lancer du javelot. 

## Biographie
Michèle Demys remporte cinq titres de championne de France du lancer du javelot, en 1962, 1963, 1964, 1965 et 1967.
Elle participe aux Jeux olympiques de 1964 à Tokyo, et se classe dixième de la finale.

### Palmarès
- Championnats de France d'athlétisme :
  - 5 fois vainqueur du lancer du javelot en 1962, 1963, 1964, 1965 et 1967.

### Records
| Épreuve           | Performance | Lieu | Date |
| ----------------- | ----------- | ---- | ---- |
| Lancer du javelot | 52,88 m     |      | 1964 |

## Sources
- Docathlé2003, Fédération française d'athlétisme, 2003, p.399